# Васильчук Петро Олександрович
Петро́ Олекса́ндрович Васильчу́к (* 13 липня 1945, село Борсуки Новоушицького району Хмельницької області) — заслужений будівельник України (2006). Голова правління — генеральний директор ЗАТ «Проектно-будівельне об'єднання „Львівміськбуд“». Дійсний член Академії будівництва України.

## Біографічні відомості
Закінчив Кам'янець-Подільський будівельний технікум та інженерно-будівельний факультет Львівського політехнічного інституту. За фахом — інженер-будівельник.
В об'єднанні «Львівміськбуд» працює з 1967 року. Від 2000 року очолює його.